# 現代五項
現代五項是一种包含射击、击剑、游泳、马术和跑步的多项目运动。

## 歷史
現代五項起源於法國的拿破侖時代的陸軍單兵戰鬥技能。19世纪，一名年轻的法国骑兵军官受命飞骑传信。他踏破险阻，穿越敌阵，迎面遭遇一名挥舞利剑的敌兵。二人比剑决斗，军官获胜，但他跨下的坐骑却被另一名敌兵射杀。军官一枪击毙敌兵，徒步继续向前跑去。他泅渡过急流，终于将消息送到目的地。这就是传说中现代五项全能运动的起源。
实际上，现代五项是由现代奥运会的创始人顾拜旦根据那位历尽磨难的法国军官的传说创立的，并成为1912年斯德哥尔摩奥运会的比赛项目。现代五项与好战的斯巴达人的古代五项全能不大相同，它包括马术、击剑、射击、越野跑和游泳。这五项比赛考察的是运动员的耐力和综合素质。
今時今日，現代五項中包括了馬術、擊劍、射擊、賽跑以及游泳。現代五項於1912年夏季奧林匹克運動會被列入比賽項目之一，一直沒有被取消。
1996年亞特蘭大奧運前，現代五項的所需時間本來為4至6天之內，之後改為在一天之內完成。另外，在1992年之前的奧運，現代五項曾有男子團體賽，其後被取消。

## 規則
現代五項是一項上山下海的運動，五項分別如下：

### 馬術
馬術項目為障礙賽。選手在比賽前20分钟抽選所要駕馭的馬，並用這段時間與馬相處。女子組為350公尺，男子組為450公尺，並分別跨越12與15個障礙。但是現代五項中選手的馬術並不如專業的馬術選手專業且僅有20分鐘練習，因此碰倒障礙物、拒跳、甚至墜馬等等的頻率高於專業的馬術選手。

### 擊劍
擊劍項目使用的是重劍，為循環賽模式。每場有1分鐘的時間，如在1分鐘之內雙方未能得分雙方則被判負。

### 射擊
利用4.5mm的空氣槍，以站姿射擊10公尺外的定靶，每人必須擊發20發，每發之間不得超過40秒。

### 賽跑
男女選手均進行3.2公里的越野跑，按之前四項的得分依次起跑，最先到達終點就是冠軍。

### 游泳
200公尺自由式游泳，水道的排序是依選手同項比賽的最佳成績排列。與普通游泳項目不同：選手們會逐漸加快每50m 的速度。

## 奧運項目規則
2008年之前的規定與上述相同。

### 2012年版本
2012年倫敦奧運現代五項的比賽模式：
馬術：每位運動員以1,200底分開始，途中馬匹踢倒障礙物每次扣減20分、馬匹拒絕躍過障礙物或不服從指令每次扣減40分、運動員墜馬每次扣減60分。另外，不同比賽場地會有不同的限定時間，如完成時間超過限定時間，每1秒扣減4分。如果以多於限定時間兩倍的時間完成，運動員會被直接淘汰。
擊劍：運動員輪流與其他參賽者使用重劍比賽，先刺中對方者為勝。如果一分鐘之內無人勝出，則雙方均作敗。比賽勝出率達70%的參賽者可得1,000分，以此勝率計算每多勝／負一場便加／減24分。
游泳：按照每位運動員過去十二個月的最佳時間列出種子次序並分組。如運動員以2分30秒完成200公尺自由式的游泳比賽，則可得1,000分。以此時間計算每快／慢0.33秒便加／減4分。 
混合項目（賽跑＋射擊，激光跑）：完成以上三項後，總計得分最高的運動員將優先出發，其餘的運動員將按照每少4分延後1秒的規則順序出發。運動員需跑至射擊場，於70秒時限內以氣手槍擊中5個目標後再跑1,000公尺，並重覆三次。第一位完成衝線的運動員就是冠軍。
以上項目全部於同一天內完成。

### 2016年版本
2016年夏季奧運比賽模式：
同樣也是全部於同一天內完成。
馬術：每位運動員以300底分開始，途中馬匹踢倒障礙物、馬匹拒絕躍過障礙物、運動員墮馬等等每次扣3到7分。另外，不同比賽場地會有不同的限定時間，如完成時間超過限定時間，每1秒扣減1分。如果以多於限定時間兩倍的時間完成，運動員會被直接淘汰。 
擊劍：比賽勝出率達70%的參賽者可得250分，以此勝率計算每多勝／負一場便加／減6分。並斟酌增加獎勵分。同時可依違規扣分。
游泳：按照每位運動員過去十二個月的最佳時間列出種子次序並分組。如運動員以2分30秒完成200公尺自由式的游泳比賽，則可得250分。以此時間計算每快／慢0.33秒便加／減1分。 
混合項目（賽跑＋射擊）：完成以上三項後，總計得分最高的運動員將優先出發，其餘的運動員將按照每少1分延後1秒的規則順序出發。運動員需跑至射擊場，於70秒時限內以用雷射槍來擊中5個目標後再跑800公尺，並重覆4次。第一位完成衝線的運動員就是冠軍。並以11分40秒為600分，以此時間計算每快／慢1秒便加／減1分。

## 用障礙跑比賽代替馬術
2020年夏季奥林匹克运动会時 ,在女子现代五项比赛中有多名選手很難控制比賽時隨機選擇的馬匹德國隊的教練Kim Raisner出拳捶了比賽馬匹，因此撤消後續賽事資格。國際現代五項總會在2021年11月徵求可以取代馬術的另一項比賽項目。後來國際現代五項總會在提出的60個運動中，選擇了最多人支持的障礙跑競賽（Obstacle course racing），認為此運動會吸引年輕的觀眾觀看，「和現代五項的DNA相容」，在2022年5月宣佈，在安卡拉舉辦的現代五項世界杯總決賽中試辦一次障礙賽跑比賽。
國際現代五項總會在2022年11月進行投票，69票贊成用障礙賽跑代替馬術，11票反對。初級比賽的調整會在2023年開始。進階比賽的調整可能要到2024年夏季奥林匹克运动会後才會進行。

## 強者
現代五項中，瑞典於奧運奪得最多的男子賽事中的金牌。女子项目的強者是匈牙利。

## 古代奧運的五項全能
古代奧運的五項分別為鐵餅、標槍、跳遠、角力以及跑步。

## 外部連結
- Olympic Modern Pentathlon - Information, History, Rules | London 2012
- Union Internationale de Pentathlon Moderne  （页面存档备份，存于）